# Konrady
Konrady (niem. Konraden) – wieś w Polsce położona w województwie warmińsko-mazurskim, w powiecie szczycieńskim, w gminie Świętajno.
W latach 1975–1998 miejscowość administracyjnie należała do województwa olsztyńskiego.